# Aleurothrixus miconiae
Aleurothrixus miconiae es una especie de insecto hemíptero de la familia Aleyrodidae y la subfamilia Aleyrodinae. Se distribuyen por Sudamérica.
Fue descrita científicamente por primera vez por Hempel en 1922.